# (35971) 1999 LJ26
1999 LJ26 (asteroide 35971) é um asteroide da cintura principal. Possui uma excentricidade de 0.10879010 e uma inclinação de 7.49075º.
Este asteroide foi descoberto no dia 9 de junho de 1999 por LINEAR em Socorro.